# 우사정 (오이타현)
우사정 (우사마치)(宇佐町)은 오이타현 우사군에 있던 정이다. 현재의 우사시의 일부에 해당한다.